# Frequenztoleranz
Frequenztoleranz (englisch frequency tolerance) ist – entsprechend Art. 1.151 der Vollzugsordnung für den Funkdienst (VO Funk) der Internationalen Fernmeldeunion (ITU) – definiert als «Höchste zulässige Abweichung der Mittenfrequenz des durch die (Funk-)Aussendung belegten Frequenzbandes gegenüber der zugeteilten Frequenz oder der charakteristischen Frequenz einer Aussendung gegenüber der Bezugsfrequenz». 
Hierbei handelt es sich auch um einen besonderen Begriff der Frequenzverwaltung, der in der Regel im Zusammenhang mit der Zuteilung einer Funkfrequenz oder eines Frequenzkanals Verwendung findet.